# 拘縮
拘縮（こうしゅく、英: contracture）は、関節包外の軟部組織が原因でおこる関節可動域制限のことである。生理学的には活動電位の発生の停止により筋が弛緩しなくなる現象。
1. 皮膚性拘縮
皮膚が熱傷や挫滅から回復する際、ケロイド・肥厚性瘢痕などにより引きつれるために起こる。瘢痕拘縮のひとつ。いったん拘縮すると手術以外に除去方法がない。Z形成術やティッシュエキスパンダーによって皮膚の不足分を補うなどの方法がある。
2. 結合組織性拘縮
皮下組織や腱、腱膜の瘢痕拘縮。
3. 筋性拘縮
高齢者が長期間寝たきりだったことに起因する廃用性の萎縮を指すほか、阻血によるフォルクマン拘縮もこれに含まれる。また切断肢の断端が短いと筋肉の種類の喪失や筋肉量の減少により拘縮が起こり（可動域が制限され）、義肢の機能的な操作が困難になる。
4. 神経性拘縮
痙性麻痺や痛みに対する反射性の筋緊張によるもの。

拘縮は歩行機能やADLの阻害因子となり、リハビリテーションの対象となることがある。特に、脳卒中患者や高齢者の介護では寝たきりにしておくことが筋拘縮を来たし、さらに自立度を下げる悪循環を形成しがちなため、関節を適切に運動させることが必要である。

## 参考
- 瘢痕・ケロイド治療研究会